# Brooks Kieschnick
Michael Brooks Kieschnick (né le 6 juin 1972 à Robstown, Texas, États-Unis) est un joueur de baseball ayant évolué dans les Ligues majeures de 1996 à 2004.
Kieschnick est un des rares joueurs de l'ère moderne du baseball à avoir évolué professionnellement à la fois comme joueur de position et lanceur. Après avoir été voltigeur en début de carrière, il effectue une conversion réussie vers le poste de lanceur de relève dans ses dernières années.

## Carrière

### Joueur de position
Joueur à l'Université du Texas à Austin, Brooks Kieschnick est un choix de première ronde des Cubs de Chicago en 1993. Il est le dixième athlète sélectionné au total par un club du baseball majeur cette année-là. Il fait ses débuts pour les Cubs au début de la saison 1996, disputant son premier match le 3 avril.
Au départ un joueur de champ gauche, Kieschnick s'aligne avec les Cubs pour 25 parties en 1996 et maintient une moyenne au bâton de ,345 durant cette séquence avec un coup de circuit et six points produits. Il obtient son premier coup sûr dans les majeures le 7 avril comme frappeur suppléant contre le lanceur Ismael Valdez des Dodgers de Los Angeles. Le 24 septembre de la même année, il cogne son premier circuit dans les grandes ligues contre Curt Lyons, un lanceur des Reds de Cincinnati.
Son année 1997 est, comme la précédente, partagée entre les majeures et les ligues mineures. Il voit de l'action dans 39 parties de Cubs, obtenant quatre circuits et 12 points produits, mais sa moyenne au bâton chute à ,200.
En novembre 1997, Kieschnick est réclamé par les Devil Rays de Tampa Bay à la draft d'expansion visant à créer les deux nouvelles franchises qui se joignent aux Ligues majeures le printemps suivant. Il ne joue jamais pour les Devil Rays, passant deux années dans les mineures.
Kieschnick joue 14 parties pour les Reds de Cincinnati en 2000 et 35 pour les Rockies du Colorado en 2001. Ce sont deux formations auxquelles il se joint comme agent libre.

### Lanceur
En 2002, il entreprend sa conversion vers le poste de lanceur alors qu'il joue dans la Ligue internationale avec les Knights de Charlotte, le club-école de niveau AAA des White Sox de Chicago. Kieschnick, un lanceur droitier, est utilisé comme releveur.
Signé comme agent libre par les Brewers de Milwaukee en novembre 2002, Kieschnick effectue son retour dans les majeures durant la saison 2003, le 30 avril contre les Expos de Montréal, cette fois comme lanceur de relève. C'est dans ce rôle qu'il trouve enfin sa place dans les grandes ligues. Il joue 42 parties comme lanceur en 2003, totalisant 53 manches lancées. Il remporte sa première victoire comme lanceur le 9 juillet 2003 contre les Pirates de Pittsburgh. En 2004, il affiche une solide moyenne de points mérités de 3,77 en 43 manches lancées en 32 parties. En plus de jouer quelques parties au champ extérieur en 2003 quand il ne lance pas, Kieschnick est régulièrement utilisé par les Brewers comme frappeur suppléant lors de ces deux saisons, ainsi que comme frappeur désigné dans les matchs interligues contre des clubs de la Ligue américaine, où les lanceurs n'ont pas de passages au bâton. Comme frappeur, il présente une moyenne de ,300 avec sept circuits (un sommet en carrière) et 12 points produits en 70 présences officielles au bâton en 2003. En 2004, il frappe pour ,270 avec un circuit et sept points produits en 63 présences à la plaque.

### Statistiques
Brooks Kieschnick a lancé dans 74 parties des majeures au cours de sa carrière. Il remporte deux victoires contre deux défaites et présente une moyenne de points mérités de 4,59 avec 67 retraits sur des prises en 96 manches lancées. En offensive, sa moyenne au bâton en carrière est de ,248 avec 76 coups sûrs, 16 circuits, 46 points produits et 34 points marqués.